# Quercus chrysocalyx
Quercus chrysocalyx är en bokväxtart som beskrevs av Paul Robert Hickel och Aimée Antoinette Camus. Quercus chrysocalyx ingår i släktet ekar, och familjen bokväxter. Inga underarter finns listade.